# Crepidulina
Crepidulina es un género de foraminífero bentónico considerado un sinónimo posterior de Astacolus de la subfamilia Marginulininae, de la familia Vaginulinidae, de la superfamilia Nodosarioidea, del suborden Lagenina y del orden Lagenida. Su especie tipo era Crepidulina astacolus. Su rango cronoestratigráfico abarcaba desde el Jurásico hasta la Actualidad.

## Discusión
Algunas clasificaciones incluyen Crepidulina en la Familia Marginulinidae.

## Clasificación
Crepidulina incluía a la siguiente especie:
- Crepidulina astacolus